# 6691 Trussoni
6691 Trussoni هو كويكب، يقع ضمن حزام الكويكبات. اكتشف في 26 فبراير 1984.

## روابط خارجية
- 6691 Trussoni في قاعدة بيانات مختبر الدفع النفاث لأجرام النظام الشمسي الصغيرة

- الاكتشاف · مخطط المدار ·  العناصر المدارية · المعلمات المادية

- 6691 Trussoni على موقع ويكي سكاي: DSS2, SDSS, GALEX, IRAS, Hydrogen α, X-Ray, Astrophoto, Sky Map, Articles and images